# Думонт (Міннесота)
Думонт (англ. Dumont) — місто (англ. city) в США, в окрузі Траверс штату Міннесота. Населення — 75 осіб (2020).

## Географія
Думонт розташований за координатами 45°43′2″ пн. ш. 96°25′24″ зх. д. / 45.71722° пн. ш. 96.42333° зх. д. (45.717234, -96.423322).  За даними Бюро перепису населення США в 2010 році місто мало площу 1,17 км², уся площа — суходіл.

## Демографія
Згідно з переписом 2010 року, у місті мешкало 100 осіб у 50 домогосподарствах у складі 32 родин. Густота населення становила 86 осіб/км².  Було 54 помешкання (46/км²).
Расовий склад населення:
| - 99,0 % — білих |

До двох чи більше рас належало 1,0 %. Частка іспаномовних становила 3,0 % від усіх жителів.
За віковим діапазоном населення розподілялося таким чином: 16,0 % — особи молодші 18 років, 59,0 % — особи у віці 18—64 років, 25,0 % — особи у віці 65 років та старші. Медіана віку мешканця становила 49,0 року. На 100 осіб жіночої статі у місті припадало 104,1 чоловіків;  на 100 жінок у віці від 18 років та старших — 110,0 чоловіків також старших 18 років.
Середній дохід на одне домашнє господарство  становив 64 628 доларів США (медіана — 68 214), а середній дохід на одну сім'ю — 76 876 доларів (медіана — 61 250). Медіана доходів становила 37 321 долар для чоловіків та 30 625 доларів для жінок. За межею бідності перебувало 15,6 % осіб, у тому числі 19,0 % дітей у віці до 18 років та 25,0 % осіб у віці 65 років та старших.
Цивільне працевлаштоване населення становило 65 осіб. Основні галузі зайнятості: оптова торгівля — 21,5 %, освіта, охорона здоров'я та соціальна допомога — 21,5 %, будівництво — 15,4 %.